# Another Night
"Another Night" é uma canção da banda alemã de eurodance Real McCoy (também conhecido como MC Sar & The Real McCoy) para seu álbum de 1995, Another Night. A música foi escrita e produzida na Alemanha por Juergen Wind (J. Wind) e Frank Hassas (Quickmix) em 1993, sob o nome de equipe de produtores da Freshline.
Nas 100 melhores músicas da Billboard Magazine dos primeiros 50 anos das 100 melhores, "Another Night" foi classificada no número 91. Como número três, é a música com a classificação mais baixa a ser listada neste gráfico. A música também trouxe ao grupo a distinção de ter a corrida mais longa na Billboard Hot 100 (11 semanas não consecutivas). Em 2018, embora fora do top 100, a posição de Another Night (#117) foi revelada.

## Desempenho e versão
"Another Night" foi lançado originalmente na Europa no verão de 1993 pela Hansa Records (BMG Berlin). No começo, o single foi apenas um hit menor na Europa. Ele alcançou o número 18 na Alemanha, mas mal conseguiu chegar ao Top 100 em outros países da Europa. Graças aos esforços promocionais da BMG Canadá, o single alcançou o primeiro lugar nas paradas canadenses na primavera de 1994. O sucesso do single no Canadá chamou a atenção do CEO da Arista Records, Clive Davis, que na época se interessara por trazer outro projeto de música europeia para o mercado americano, depois de se tornar um sucesso com o grupo pop sueco Ace of Base. Depois que um novo acordo foi finalizado entre Arista e BMG, o nome do projeto foi reduzido para Real McCoy e um novo lançamento do single foi rapidamente planejado para o verão de 1994. Graças aos esforços promocionais da Arista em 1994, "Another Night" rapidamente alcançou número 3 nos gráficos dos EUA e permaneceu no gráfico dos EUA por mais de 45 semanas. Também foi certificada como Platinum pela Recording Industry Association of America. O single também alcançou vendas de platina na Austrália e status de prata no Reino Unido.

## Recepções de crítica
A Billboard escreveu sobre a música: "O novo ato carismático da Europa está armado e pronto para se infiltrar nas ondas de rádio e clubes dos EUA com um jumper instantaneamente infeccioso e alegre, que pode inicialmente lembrar alguns "What Is Love", do Haddaway. No entanto, o spin close revela uma confecção espumosa que se mantém por seus próprios méritos pop. Vocal de dueto masculino/feminino bem contrastado chutam adorável, assim como remixes animadores dos irmãos e Armand van Helden. Já cortejando pessoas a bordo, o single tem força para mantenha o brilho das festas de verão por muito tempo".
O Relatório Gavin escreveu: "Aqueles de vocês em criações pop cativantes e de alta energia de grupos como o Captain Hollywood Project ou o Culture Beat vão adorar esta faixa. Grandes no exterior, eles já estão tocando um show significativo aqui nos Estados Unidos".

## Faixas e formatos
| Remix oficiais |                                                 |         |  |
| N.º            | Título                                          | Duração |  |
| 1.             | "Another Night" (Versão da rádio)               | 3:57    |  |
| 2.             | "Another Night" (Club Mix)                      | 5:17    |  |
| 3.             | "Another Night" (Inferno Mix)                   | 6:23    |  |
| 4.             | "Another Night" (Mix POB do Pob (feat. Pob))    | 5:12    |  |
| 5.             | "Another Night" (Ragga Airplay Mix)             | 3:43    |  |
| 6.             | "Another Night" (Mistura do pesadelo de Armand) | 6:40    |  |
| 7.             | "Another Night" (Psycho Mix )                   | 5:30    |  |
| Duração total: | Duração total:                                  | 50:00   |  |

## Desempenho nas tabelas musicais

### Posições
| Tabela musical (1993-1995)         | Melhor posição |
| ---------------------------------- | -------------- |
| Canadá - Canadá dance (RPM)        | 1              |
| Países Baixos - (Single Top 100)   | 13             |
| Alemanha - (Media Control Charts)  | 18             |
| União Europeia (Eurochart Hot 100) | 10             |
| Austrália - (ARIA)                 | 1              |
| Áustria - (Ö3 Áustria Top 40)      | 30             |
| Irlanda - (IRMA)                   | 6              |
| Noruega - (VG-List)                | 6              |
| Suécia - (Sverigetopplistan)       | 22             |
| Suíça - (Schweizer Hitparade)      | 42             |
| Dinamarca - (IFPI)                 | 10             |
| França - (SNEP)                    | 20             |
| Estados Unidos - Dance Club Songs  | 1              |
| Estados Unidos - Mainstream Top 40 | 1              |
| Zimbabwe - (ZIMA)                  | 1              |